# Joe Eszterhas
Joe Eszterhas (Eszterhás József Antal Csákánydoroszló, 1944. november 23. –) magyar származású amerikai forgatókönyvíró és producer.

## Élete
Édesapja, Eszterhas István (1907) író volt, dr. Antal István államtitkár személyi titkára, majd miniszterelnökségi sajtóelőadó, egy színdarabját (Döbrönte kürtje) a Nemzeti Színház 1940-ben bemutatta. Édesanyja, Bíró Mária titkárnő volt. 1945-ben elmenekültek az országból, Joe Eszterhas menekülés közben született, Csákánydoroszló településen, Vas megyében, nem messze az osztrák határtól. Az újszülöttel szülei a szomszédos országba távoztak és egy ausztriai, náci hivatalnokok számára fenntartott búvóhelyen húzták meg magukat két hónapig, melyet a németek menekülttábornak álcáztak. A háború végén egy másik menekülttáborba költöztek. 1950-ben egy amerikai pártfogó segítségével Amerikába hajóztak és Clevelandben telepedtek le. Joe apja a Katolikus Magyarok Vasárnapja című katolikus lapnál kapott szerkesztői állást. Anyja elméje elborult.
Joe Eszterhas a Ohioi Egyetemen tanult, de diplomát nem szerzett. 1974-ben a Rolling Stone magazinnál dolgozott. Charlie Simson Apokalipszis címen regényt adott ki, amit a Nemzetközi Könyv Díjra jelöltek. Az írásra felfigyelt egy ügynök és Eszterhast forgatókönyvírásra ösztönözte. Megbízták az Ö.K.Ö.L. című film forgatókönyvével. A filmet Norman Jewison rendezte és a főszerepet Sylvester Stallone játszotta. A film megbukott. 1981-ben megkapta a Flashdance első változatának forgatókönyvét, ami átírásra szorult. Eszterhas tökéletesítette a könyvet, ami 1981-ben óriási sikert eredményezett a mozipénztárakban. A filmet Adrian Lyne rendezte. 1985-ben került a moziba a Kicsorbult tőr című Richard Marquand mozi, a film Esztehas ötletéből és írásából született, szintén hatalmas kritikai és közönségsikerrel járt. A következő munkái szerény elismeréseket értek el. 1989-ben megjelent a Zenedoboz című film Costa-Gavras rendezésében. A film a Berlini Nemzetközi Filmfesztiválon Arany Medve díjat vitt haza. Ugyanebben az évben a CAA ügynökséghez került. Hatfilmes megállapodást kötött az Universal Artists-al, darabonként 750 ezer dollárért. A következő évben az ICM ügynökséghez ment át, miután nézeteltérésbe került a CCA igazgatójával, Michael Ovitz-al. 1992-ben került a mozikba az Elemi ösztön című film, aminek megírásáért Eszterhas 3 millió dollárt kapott. Ez lett a legmagasabb összeg, amennyit egy forgatókönyvért kifizettek Amerikában. A film főszereplője Sharon Stone volt, és Paul Verhoeven rendezte. Ez a film hozta meg Eszterhas számára a világsikert és Hollywood egyik legbefolyásosabb forgatókönyvírójává vált. 1993-ban a Sliver című darabbal jött elő, ami már mérsékeltebb sikereket ért el szintén Sharon Stone főszereplésével. 1995-ben Paul Verhoven rendezésében megjelent a mozikban a Showgirls című film, aminek főszerepét Elizabeth Berkley játszotta el. A film megbukott. A forgatókönyv elnyerte az Arany Málna díjat a legrosszabb forgatókönyv kategóriájában. Ugyanerre a sorsra jutott a Jade című filmje is William Friedkin rendezésében.
Magyar vonatkozású forgatókönyve az 1997-es Telling Lies in America, amelynek főszereplője egy magyar bevándorló fia (Karchy Jonas), és a 2006-ban bemutatott, az 1956-os forradalom 50. évfordulójára készített Szabadság, szerelem, amely a forradalom eseményeit mutatja be a melbourne-i olimpia vízilabda-csapata egyik tagjának magánéletén keresztül.

### Magánélete
24 év házasság után elvált feleségétől és két gyermeke anyjától, Gerri Javortól, és elvette a jóval fiatalabb Naomi MacDonaldot, akitől négy fiúgyermeke született. A mai napig vele él.
Egy időben erős dohányos és alkoholista volt, aminek következtében gégerákot kapott. Gégéje egy részét kioperálták, abbahagyta a dohányzást és az alkoholfogyasztást, végül meggyógyult.
Hollywood Animal című könyvében (New York, 2004) megírta, hogy annak idején szülei „kapcsolatban álltak az 1944-45-ös nyilas kormánnyal és segédkeztek a deportálásokban. Apja múltjának felfedezése elnémította Eszterhast.” – közli róla Merkler András.

### A magyarsághoz való viszonya
Joe Eszterhas magyar származásához való viszonya meglehetősen ellentmondásos, érzelmeit egyfajta szeretet-gyűlölet jellemzi. 2008 szeptemberében a clevelandi Plain Dealernek adott interjújában úgy nyilatkozott, hogy büszke származására, a magyar talpraesettségre és a hősies 1956-os forradalomra. Ennek megfelelően részt vett a Szabadság, szerelem című film munkálataiban is. Ugyanakkor meglehetősen furcsának tűnik a következő kijelentése:
Ha meglátsz egy magyart az utcán, menj oda, és vágd pofon! Ő tudni fogja, hogy miért kapta.
Egy clevelandi lapnak adott másik interjújában pedig így jellemezte a magyarokat:
A magyarok erőszakosak, az öngyilkosságig szenvedélyesek, túl gyorsan mondanak ítéletet, szűklátókörűek, antiszemiták és rasszisták.

## Filmjei
- Elemi ösztön 2. (2006) – főszereplő karaktere
- Rendezte Alan Smithee: Égj csak, Hollywood! (1997)
- Jade (1995)
- Showgirls (1995)
- Sliver (1993)
- Hiába futsz (1993)
- Elemi ösztön (1992)
- Music Box (Zenedoboz) (1989)
- Checking Out (1989)
- Betrayed (1988)
- Big Shots (1987)
- Hearts of Fire (1987)
- Kicsorbult tőr (1985)
- Flashdance (1983)
- Ö.K.Ö.L.  (1978)

## Könyvei
- 1997, Hazudozni Amerikában
- 2004, Hollywood Animal (Hollywoodi Fenevad)
- Joe Eszterhas–Michael D. Roberts: Thirteen seconds. Confrontation at Kent State; Dodd–Mead, New York, 1970
- Charlie Simpson’s apocalypse; Random House, New York, 1973
- Nark!; Straight Arrow Books, San Francisco, 1974
- F.I.S.T. A novel based on the screenplay by Joe Eszterhas and Sylvester Stallone; Dell, New York, 1978
- American rhapsody; Vintage Books, New York, 2001
- Hollywood animal. A memoir; Arrow, London, 2005
- The devil’s guide to Hollywood. The screenwriter as God!; St. Martin’s Press, New York, 2006

### Magyarul megjelent művei
- Elemi ösztön. Richard Osborne regénye Joe Eszterhas filmforgatókönyve alapján (Basic instinct); ford. Both Vilmos; InterCom, Bp., 1992
- Amerikai rapszódia (American rhapsody); ford. Komáromy Rudolf; Európa, Bp., 2002
- Hollywoodi fenevad. Memoár; ford. Komáromy Rudolf; Litkey, Bp., 2005
- Ördögi kulcs Hollywoodhoz. Miért Isten a forgatókönyvíró? (The devil’s guide to Hollywood); ford. Rákócza Richárd; JLX, Bp., 2007
- A keresztvivő; ford. Komáromy Rudolf; Reader’s Digest, Bp., 2011 (Életek és sorsok)